# Palacio de los marqueses de Fronteira

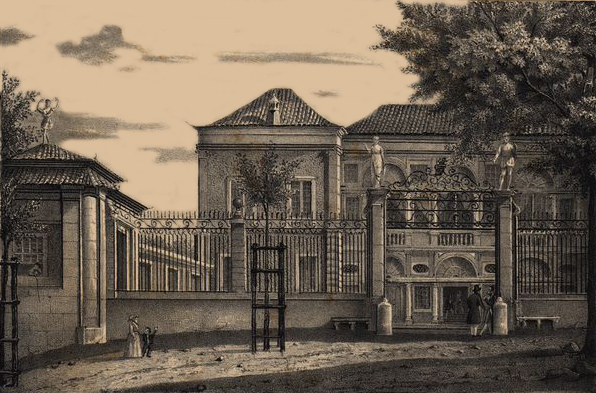
El palacio Fronteira, en una ilustración del siglo XIX

El palacio de los marqueses de Fronteira, también conocido como palacio Fronteira, es un edificio situado en la ciudad de Lisboa (Portugal), fue construido entre 1671 y 1672 como pabellón de caza para João de Mascarenhas, primer marqués de Fronteira, que recibió su título del rey Alfonso VI de Portugal, por su lealtad a la casa de Braganza en la Guerra de Restauración portuguesa.
En la actualidad, el palacio continúa siendo propiedad del marqués de Fronteira, aunque algunas partes pueden ser visitadas, como la biblioteca, la sala de las Batallas (sala das Batalhas) y el  jardín Barroco. Fue declarado monumento nacional en 1982.
El palacio se encuentra en una zona muy tranquila, cerca del Parque Forestal de Monsanto. La casa y el jardín tienen destacada azulejería. La sala de las Batallas tiene paneles que representan escenas de la Guerra de Restauración portuguesa. El comedor se encuentra decorado con retratos que representan a algunos miembros de la nobleza portuguesa, pintados por artistas como  Domingos António de Sequeira. La capilla, que data de finales del siglo XVI, es la parte más antigua del palacio. La fachada está adornada con piedra, conchas, cristales rotos y porcelanas. En el jardín se encuentran paneles de azulejos que representan costumbres de cada estación del año. 